# Vesletind
Der Vesletind (norwegisch für Kleiner Gipfel) ist ein Berg im ostantarktischen Königin-Maud-Land. Im Ahlmannryggen ragt er 5 km ostsüdöstlich der Aurhø auf.
Norwegische Kartografen benannten den Berg deskriptiv und nahmen anhand von Luftaufnahmen und Vermessungen der Norwegisch-Britisch-Schwedischen Antarktisexpedition (1949–1952) eine Kartierung vor.